# IAR–827
Az IAR–827 román mezőgazdasági repülőgép, amelyet az 1970-es évek elején terveztek és a Brassói Repülőgépgyárban gyártottak 1981-től.

## Története
A gép a IAR–822-vel kezdődött román mezőgazdaságirepülőgép-sorozat utolsó tagja. A konstrukció az IAR–826-on alapul, annak továbbfejlesztett változatának tekinthető. Tervezése 1973-ban kezdődött. A vezető tervezője Radu Manicatide volt. A fejlesztés során a cél egy olyan, az előzőeket teljesítményben meghaladó repülőgép volt, amely eléri a 4000 üzemórát vagy a 22 ezer felszállást és LE-nként 2 kg hasznos teher hordozására képes. A fejlesztés során kiemelt figyelmet fordítottak a korrózióvédelemre is.
A 400 LE-s Lycoming IO–720–DA1B boxermotorral és kéttollú Harzell légcsavarral ellátott első prototípus az 1970-es évek közepére készült el, a statikus földi tesztek 1976-ban fejeződtek be. Az YR-MGA lajstromjelű géppel az első felszállást 1976. július 22-én hajtották végre. A tesztrepülések során kiderült, hogy a motorteljesítmény elégtelen. Ezért a géphez új, nagyobb teljesítményű motort kerestek. A választás a szovjet AI–26 csillagmotor lengyel licencváltozatára, a 600 LE-s PZL–3S-re esett. Az átépített prototípussal 1977-ben kezdődtek el a próbarepülések, amelyek 1979-re fejeződtek be. Ez a gép 800 kg-nyi száraz, por alakú vegyszert, vagy 1200 l folyékony permetezőszert szállíthatott. Az új motorral ellátott, IAR–827A típusjelzésű gépből egy öt darabos előszéria készült, amelynek gépei az YR-MGC és YR-MGG közötti lajstromjeleket kapták. Ezek a gépek mind a Bukaresti Repülőgépgyárban (IAv București, napjainkban Romaero) készültek. Az előszéria negyedik példányát 1981-ben kiállították a júniusi Le Bourget-i légiszalonon.
A sorozatgyártása 1981-ben kezdődött el a Brassói Repülőgépgyárban. Csak kis mennyiségben gyártották, mindössze 17 gép készült.
1981-ben az első prototípus átépítésével készült egy légcsavaros gázturbinás változat, amelybe egy 680 LE-s kanadai Pratt & Whitney PT–6A–15AG gázturbinát építettek be. Felmerült a kanadai hajtóműhöz hasonló teljesítményű csehszlovák Walter M601 gázturbina alkalmazásának a lehetősége is. Az IAR–827T, majd később IAR–828 típusjelzést kapott  átalakított gép jó repülési tulajdonságai ellenére a gázturbinás változat sorozatgyártása nem indult el.
Kétszemélyes változatát kiképzési célokra is használják, valamint a repülőgép a légi permetezés mellett légi tűzoltásra is alkalmas.
A gázturbinásra átépített első prototípus a bukaresti Román Nemzeti Repülési Múzeumban, a szabadtéri részén van kiállítva.

## Műszaki jellemzői

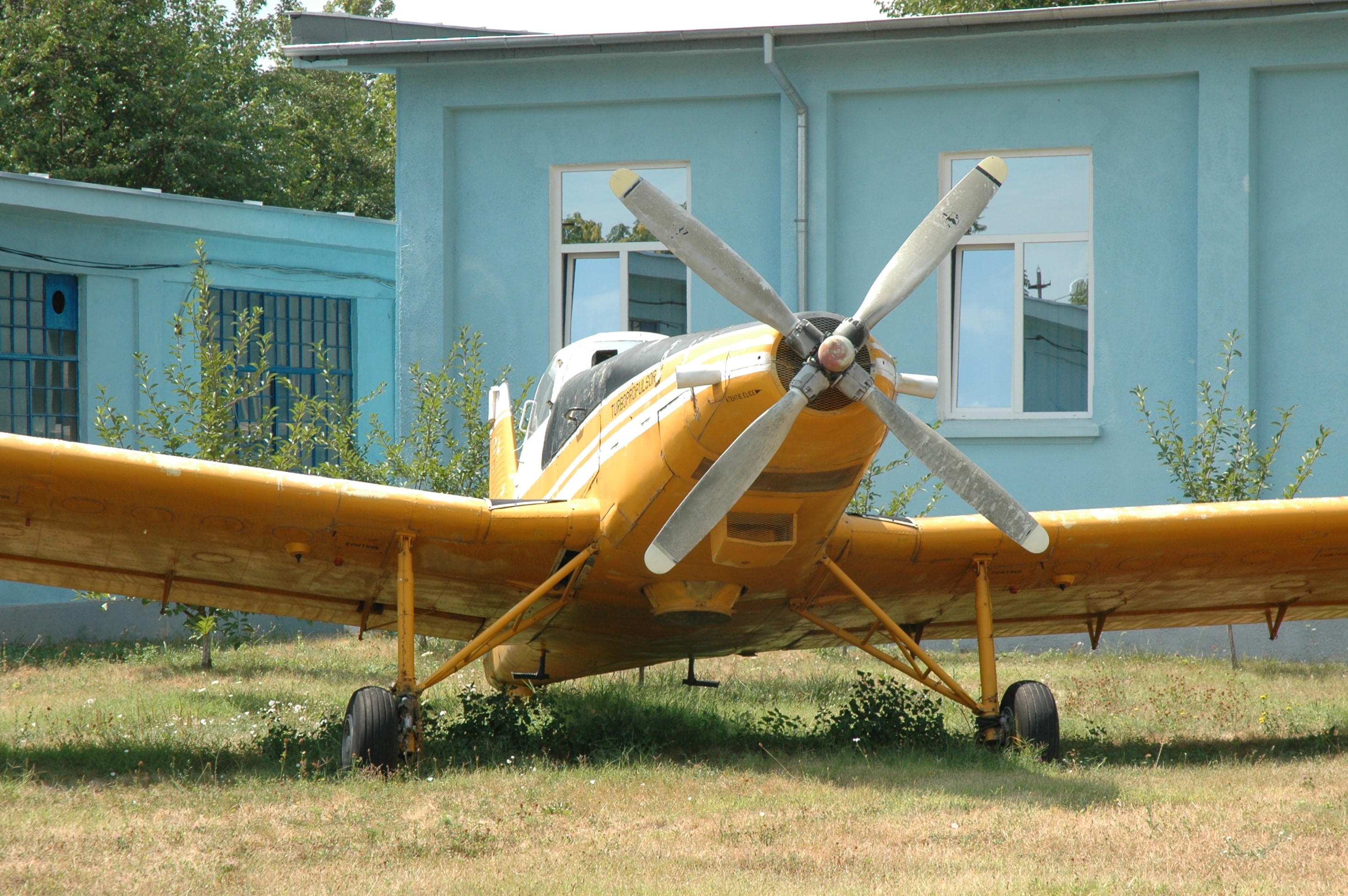
A gázturbinás változat elölnézeti képe

A teljesen fémépítésű, alsószárnyas elrendezésű repülőgép a mezőgazdasági repülőgépek klasszikus felépítését követi. Az orrban elhelyezett motor mögött, a törzs középső részén található a vegyszertartály, mögötte helyezték el magasan kiemelve a pilótafülkét.
A szárny téglalap alaprajzú, egyenes, 6°-os pozitív V-beállítással. A szárnyprofil NACA 23015.  A szárny főtartója króm-molibdén ötvözetű acélcsövekből hegesztéssel készített rácsszerkezet. A szárnybordák és a borítás dúralumínium. A Flowler-típusú ívelőlapok ugyancsak fémből készültek és elektromos működtetésűek. Az egyenként 230 l kapacitású üzemanyagtartályokat a szárnyak főtartó előtti részébe építették be, a teljes üzemanyagkapacitás 460 l.
A törzs első része szintén króm-molibdén ötvözetű acélból készült rácsszerkezet, amelyhez dural borítás, egyes helyeken üvegszálas erősítésű panelek csatlakoznak. A törzs pilótafülke mögötti része dúralumíniumból készült félhéj szerkezet. A vezérsíkok és a rajta elhelyezkedő kormányfelületek ugyancsak teljesen fémépítésűek. A magassági kormány statikusan kiegyenlített.
A pilótafülkét a törzs középső részén, a vegyszertartály mögött helyezték el. A törzsből magasan kiemelkedő pilótafülke jó kilátást biztosít. A pilótafülke zárt, fűthető és szűrt szellőzéssel rendelkezik. A vegyszer bejutásának magakadályozása érdekében kismértékben túlnyomásos rendszerű. A pilótafülke mindkét oldalán ajtó található. Megkettőzött kezelőszervekkel látták el.
A motor és a pilótafülke között, a törzs középső részén elhelyezett vegyszertartály üvegszál erősítésű műanyagból készült. Teljes térfogata 1,23 m³, amely maximálisan 1200 l folyékony, vagy 800 kg por állagú vegyszer befogadására képes.
Futóműve hagyományos hárompontos elrendezésű. A merev, nem behúzható főfutók olajcsillapítású, rugós tagokkal rendelkeznek, amelyeket maximálisan 140 mm-rel lehet összenyomni. A futómű 6 m/s süllyedéssel végrehajtott leszállásnál vagy maximum 2 m-ről történő szabadesés során fellépő terhelés elviselésére képes. A futómű Dunlop ballonos kerekekkel rendelkezik. A kerekek hidraulikus fékrendszerrel vannak ellátva. A főfutók kerekeinek nyomtávolsága 3,42 m.
A sorozatgyártású repülőgépekbe egy PZL–3S típusú, héthengeres, léghűtéses, benzinüzemű csillagmotort építettek, amely a szovjet AI–26 motor licenc alapján Lengyelországban gyártott változata. A motor maximális (felszálló) teljesítménye 447 kW (600 LE). A motor egy ugyancsak lengyel gyártmányú, PZL US-132000/A típusú négytollú, állandó fordulatszámú, változtatható állásszögű négytollú légcsavart hajt meg.

## Típusváltozatok
- IAR–827 – prototípus, Lycoming IO–720 boxermotorral
- IAR–827A – sorozatgyártású változat lengyel PZL–3S csillagmotorral
- IAR–827TP vagy IAR–828 – Pratt & Whitney Canada PT6A–15AG légcsavaros gázturbinával felszerelt változat (csak egy átépített példány készült)

## Műszaki adatok (IAR–827A)

### Tömeg- és méretadatok
- Fesztáv: 14,00 m
- Hossz: 8,80 m
- Szárnyfelület: 29,40 m²
- Magasság: 2,60 m
- Üres tömeg: 1660 kg
- Legnagyobb felszállótömeg: 2800 kg
- Üzemanyagtartály: 460 l

### Motor
- Motor típusa: PZL–3S héthengeres léghűtéses csillagmotor
- Motorok száma: 1 db
- Maximális teljesítmény: 447 kW (600 LE)

### Repülési adatok
- Gazdaságos utazósebesség: 195 km/h
- Maximális sebesség: 210 km/h
- Normál üzemi sebesség: 135–180 km/h
- Átesési sebesség: 100 km/h
- Emelkedőképesség: 4,5 m/s
- Legnagyobb repülési magasság: 3500 m
- Legnagyobb repülési távolság: 350 km
- Maximális repülési idő: 2,5 óra
- Felszállási úthossz: 100 m
- Kigurulási úthossz: 150 m